# Качанов Роман Романович
Роман Романович Качанов — російський актор, сценарист і кінорежисер.

## Біографія
Роман Романович Качанов народився 17 січня 1967 в Москві.
Батько — відомий аніматор Роман Абелевич Качанов, мати — Качанова Гара Олександрівна.
Трудову діяльність розпочав у 15 років. Працював літературним секретарем (письменника-фантаста Кіра Буличова). В 1982 -1984 як вільний слухач прослухав курс лекцій на Вищих режисерських курсах. В 1984 році поступив на сценарний факультет ВДІКа. Вперше опублікований в 17 років, в 1984 році під ВДІК івської багатотиражці. Під час навчання в інституті писав сценарії для студентських навчальних робіт. В 1989 році закінчив ВДІК. Розподілився на Кіностудію ім. Горького в об'єднання «Ладья» (худ.рук. Павло Арсенов). В 1990 пішов з об'єднання.
В 1990, у віці 23-ох років, як режисер-постановник почав зйомки фільму «Не питай мене ні про що». В 1991 фільм завершив. Однак, через економічні труднощі, що виникли в країні, фільм не вийшов на екрани. Прем'єра відбулася тільки в 1994 році в Центральному Будинку Кінематографістів.
У січні 1992 року приступив до зйомок кінокартини «Виродок». В 1993 році картину закінчив.
В 1993 року 17 березня у Романа Качанова померла мати — Качанова Гара Олександрівна. А 4 липня помер батько — Роман Абелевич Качанов.
З 1993 по 1997 знімав рекламні ролики.
В 1998 році зняв малобюджетну картину «Максиміліан».
У тому ж 1998 одружився з актрисою Ганною Букловською. 3 листопада у нього народилася дочка — Поліна Качанова. 19 грудня 1999 року у нього народилася друга дочка — Олександра Качанова.
В 1999 році почав знімати, а в 2000 році завершив виробництво фільму «ДМБ», що отримав широке визнання, як критиків, так і публіки, і який викликав шквал наслідувань.
Це був перший за багато років російський фільм багаторазово окупляться в прокаті. Його прем'єрою відкрився перший багатозальний кінотеатр у Росії. Мультиплекс «Каро» на Шереметьєвській вулиці в Москві.
В 2001 завершив виробництво кінофільму «Даун Хаус».
В 2003 розлучився з дружиною — Ганною Букловською. З 2007 одружений з актрисою Ангеліною Черновою. У них двоє дітей — Гара Качанова і Діна Качанова.

## Суспільна позиція
Навесні 2022 року Роман Качанов озвучив свою підтримку народу України. Качанов позначив свою позицію в інтерв'ю українським журналістам Дмитру Гордону і Олесі Бацман, в бесіді з блогером і діячем Марком Фейгіним, а також в інших інтерв'ю.
Роман Качанов відмовився від прем'єри та кінопрокату свого нового фільму «Марш ранкової зорі» у Росії, у зв'язку з цим він сформулював, що таким чином не хотів здійснювати «інформаційне прикриття вторгнення»
21 червня 2024 року оголошено в РФ «іноземним агентом» «Нагорода знайшла героя», — написав Качанов на своїй сторінці у Facebook, коментуючи новий статус.

## Фільмографія

### Режисерські роботи
1. 1991 — Не питай мене ні про що
2. 1993 — Виродок
3. 1999 — Максиміліан
4. 2000 — ДМБ
5. 2001 — Даун Хаус
6. 2004 — Ар'є
7. 2006 — Взяти Тарантіно
8. 2007 — Неваляшка
9. 2014 — Гена Бетон
10. 2018 — Обмін
11. 2024 — Щастя

### Сценарії
1. 1988 — Нісенітниця. Розповідь ні про що (фільм)|Нісенітниця. Розповідь ні про що
2. 1991 — Не питай мене ні про що
3. 2000 — Даун Хаус
4. 2000 — ДМБ
5. 2004 — Ар'є
6. 2007 — Неваляшка

### Акторські роботи
1. 1981 — Таємниця третьої планети -Вухань на вулиці (озвучення)
2. 1989 — Руйнівник хвиль -перехожий
3. 1991 — Не питай мене ні про що -Пацієнт у черзі
4. 2000 — ДМБ -каптер Ліберман
5. 2014 — Гена Бетон -Кілер

## Призи та досягнення
1. 2000 — ДМБ — Приз ФІПРЕССІ на ОРКФ в Сочі "For its humour and for the ironic look on Russian society which allows to overcome tragedies of everyday life and might open doors to the new cinema " [Архівовано 13 Квітня 2015 у Wayback Machine.];
2. 2000 — ДМБ — Приз Гільдії кінознавців і кінокритиків на ОРКФ в Сочі;
3. 2000 — ДМБ — Приз «Золотий овен» «За найкращий кіносценарій»;
4. 2001 — Даун Хаус-Спеціальний приз журі на ОРКФ в Сочі за «Пошук нового кіномови»;
5. 2001 — Даун Хаус — Російський кінофестиваль «Література та кіно» у Гатчині Спеціальний приз журі "За безпрецедентне звернення з романом Ф. М. Достоєвського"Ідіот";
6. 2004 — Ар'є — Російський кінофестиваль «Амурська осінь» у Благовєщенську «За найкращий фільм»;